# Giuseppe Rosetti
Giuseppe Rosetti, durch seine Zeit in Südamerika auch bekannt als José Rosetti, (* 7. März 1899 in La Spezia; † 12. Juni 1965 ebenda) war ein italienischer Fußballspieler und -trainer, der zudem die chilenische Staatsbürgerschaft besitzt. 1926 trainierte Rosetti die chilenische Nationalmannschaft bei der Südamerikameisterschaft.

## Karriere

### Verein
Giuseppe Rosetti begann seine Karriere 1920 in seiner Heimatstadt bei Virtus Spezia und ab 1921 bei Spezia Calcio. Dort spielte der Mittelfeldspieler gemeinsam mit seinem Bruder Gino Rossetti, weshalb Giuseppe auch Rossetti I genannt wurde. Die unterschiedliche Schreibweise des Nachnamens ergibt sich durch einen Rechtschreibfehler bei der Geburt Giuseppes. 1924 emigrierte der Mittelfeldspieler nach Chile und spielte für Audax Italiano, das nur Italiener im Team akzeptierte. Rosetti nahm an der internationalen Reise des CSD Colo-Colo durch Amerika und Europa teil. Nach der Reise kehrte Rosetti nach Italien zurück und spielte für den FC Turin, für den bereits sein Bruder spielte. Zusammen gewannen sie mit dem Team die Meisterschaft 1927/28, die erste in der Klubhistorie. Ab 1929 trainierte Rosetti zudem den SS Maceratese, für den er 1930 auflief und dort seine Karriere beendete.

### Trainer
Giuseppe Rosetti war Trainer der chilenischen Nationalmannschaft im Jahr 1926. Er führte das Team zum Campeonato Sudamericano 1926, bei dem es den ersten Länderspielsieg überhaupt errang. Die auch La Roja genannte Mannschaft beendete das Turnier nach zwei Siegen, einem Unentschieden und einer Niederlage auf dem dritten Platz mit der bis dahin besten Platzierung. Als Auszeichnung für diesen Erfolg erhielt Rosetti die chilenische Staatsbürgerschaft. Nach der Südamerikameisterschaft trainierte Rosetti I den CSD Colo-Colo. Danach ging er in seine Heimat Italien zurück, wo er mehrmals den SS Maceratese trainierte, aber auch bei Ausonia La Spezia, Virtus Entella und Spezia Calcio als Trainer tätig war.

## Erfolge
FC Turin
- Italienischer Meister: 1927/28